# Giuseppe Rossi (duchowny)
Józef Rossi (właśc. Giuseppe Rossi; ur. 3 listopada 1912 w Varallo Pombia, zm. 26 lutego 1945 w Castiglione Ossola) – włoski duchowny, męczennik, Błogosławiony Kościoła katolickiego.  

## Życiorys
Urodził się 3 listopada 1912 roku w Varallo Pombia, w prowincji i diecezji Novara, jako syn Gerolamo Rossi i Angeli De Ambrogio. Został ochrzczony tydzień po urodzeniu, w kościele parafialnym Santi Vincenzo e Anastasio w Varallo Pombia. Do szkoły podstawowej we wsi uczęszczał do czwartej klasy, natomiast przez kolejne dwa lata (według ówczesnego systemu szkolnego) był uczniem prywatnego nauczyciela. W parafii przestrzegał katechizmu: wraz ze starszą o rok siostrą Marią przyjął I Komunię św. 25 marca 1920 i 5 grudnia tego samego roku sakrament bierzmowania. Również w parafii spotkał Don Giovanniego Pretiego, księdza, który umiał angażować dzieci i młodzież wszelkimi sposobami, na przykład teatrem.
W 1925 roku Giuseppe wstąpił do seminarium San Carlo w Aronie zaś około 8 września 1926 przyjął Habit duchowny; złożył przy tej okazji czasowy ślub czystości, powierzając swoje oddanie Matce Bożej. Towarzyszom wydawał się spokojny, lecz w sobie żywił chęć ciągłego doskonalenia. Święcenia kapłańskie przyjął 29 czerwca 1937 roku w wieku dwudziestu pięciu lat. Swoją pierwszą prymicje odprawił 4 lipca 1937.

### Śmierć i proces beatyfikacyjny
Gdy wybuchła II wojna światowa, dolina Ossola stała się sceną starć między partyzantami a formacjami faszystowskimi. 26 lutego 1945 r. milicjanci z Czarnej Brygady z Rawenny starli się z partyzantami w pobliżu Castiglione, pozostawiając dwóch zabitych i około dwudziestu rannych. Sprowokowało to natychmiastowy odwet na ludności, w którym spalono domy i wzięto zakładników, w tym Don Giuseppe, który został zwolniony tego samego dnia.
Po powrocie do domu, podczas kolacji, został złapany przez faszystowską milicję, która wywiozła go z wioski, brutalnie pobiła i zabiła, po tym jak został zmuszony do wykopania własnego grobu gołymi rękami, był wielokrotnie bity, uderzany w głowę 7-kilogramowym kamieniem, który spowodował pęknięcie czaszki, a następnie wykończony raną kłutą i postrzałem.
Od 22 września 2002 do 7 marca 2004 w diecezji Novara rozpoczął się jego diecezjalny proces beatyfikacyjny. 14 grudnia 2023 przyjmując na audiencji kardynała Marcello Semeraro, prefekta Dykasterii ds. Kanonizacyjnych, papież Franciszek zezwolił na ogłoszenie dekretu dotyczącego męczeństwa Ks. Giuseppe, otwierając drogę do jego beatyfikacji, która odbędzie się w maju 2024. 26 maja 2024 w katedrze w Novarze odbyła się beatyfikacja, której w imieniu papieża Franciszka dokonał kardynał Marcelo Semeraro. 
Wspomnienie liturgiczne ustanowiono na dzień męczeństwa błogosławionego, 26 lutego. 